# 艾茲克勞克萊區
艾茲克勞克萊區是拉脫維亞中南部的一個已废置的區份。面積2,566.8平方公里。2002年人口41,546人。區府艾茲克勞克萊。下分3市1鎮18村。
拉脫維亞於2009年撤销了所有的区份，并改制为市镇。